# Country Mile
Country Mile is een nummer van de Ierse rockband U2 uit 2024. Het verscheen als de eerste single van hun album How to Re-Assemble an Atomic Bomb, gelijktijdig met Picture of You (X+W).
"Country Mile" werd in 2003 al opgenomen voor het album How to Dismantle an Atomic Bomb, maar bleef op de plank liggen. 20 jaar later verscheen het als nieuw nummer op het album How to Re-Assemble an Atomic Bomb, waarvoor de nummers van "How to Dismantle an Atomic Bomb" werden geremasterd. "Country Mile" verscheen vooral als single voor de Europese markt. Het nummer kreeg airplay op diverse Nederlandse radiostations, maar haalde de Nederlandse Top 40 of Tipparade niet. Wel bereikte het de 9e positie in de Verrukkelijke 15 van NPO Radio 2.

## Tracklijst
Muziekdownload
1. "Country Mile" - 4:40